# Rue Brocherie
La rue Brocherie est une voie publique de la commune française de Grenoble. Elle est située dans le quartier Notre-Dame

## Situation et accès

### Situation
Positionnée dans le quartier ancien de Grenoble, lequel correspond à l'intérieur de ce qui fut l'enceinte médiévale, cette petite rue, entièrement piétonne et assez étroite, et essentiellement commerçante, abrite notamment des maisons remarquables dont un groupe d'hôtels particuliers, inscrit au titre des monuments historiques. 
La rue Brocherie commence place Notre-Dame et se termine place aux Herbes par le No 20 (au carrefour de la rue Renauldon), dans le quartier Notre-Dame. Elle est parallèle à la rue Chenoise, très proche, mais reste située à l'intérieur de l'ancienne enceinte romaine de Cularo ainsi que dans la zone piétonne et commerçante de la ville.

### Réaménagement
Les représentants de la  ville de Grenoble et de la Métropole ont procédé, le 12 juillet 2019, à l'inauguration des nouveaux aménagements du secteur Brocherie-Chenoise, transformé en secteur piétonnier dans le cadre de l'opération « Cœurs de Ville cœurs de métropole », afin d'assurer, selon les déclarations du maire Éric Piolle, présent au moment de cette ouverture, une « continuité depuis le quartier Saint-Laurent jusqu’à l’hyper-centre ».

### Accès
Accessible à pied depuis n'importe quel point de la ville, cette voie, devenue piétonne, est principalement desservie par les lignes B et D du réseau de tramway de l'agglomération grenobloise. La station la plus proche  se dénomme Notre-Dame - Musée.
Cette rue permet notamment de relier à pied la cathédrale Notre-Dame de Grenoble au palais du parlement du Dauphiné en continuant par la rue du Palais qui la prolonge.

## Origine du nom

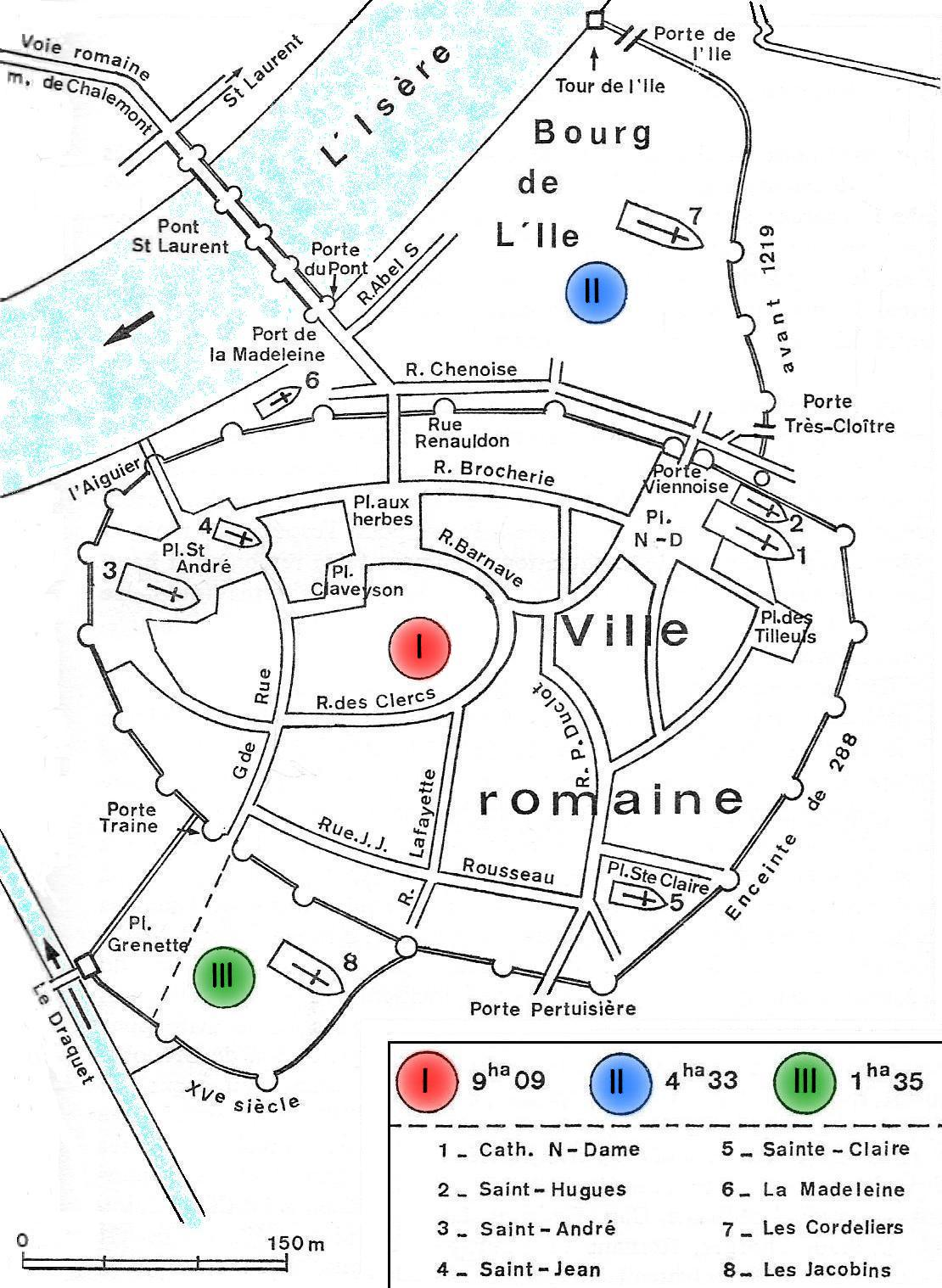
Plan de Grenoble au XIIIe siècle. L'enceinte romaine du IIIe est volontairement représentée dans sa totalité, mais les deux extensions du XIIIe siècle vont faire détruire une partie de celle-ci.
La rue Brocherie y débouche sur la place Notre-Dame.

Anciennement dénommée « rue Moyenne », puis « rue Moyenne-de-Brocherie » (rua media brocheriae), deux hypothèses ont été émises pour expliquer l'origine du nom de cette rue.
1. la présence de « brochiers » (marchands de brocs ou brochets, sorte de pics permettant de piquer ou de percer) ou de boisseliers.
2. la présence de l'hôtel de la  famille Bücher (ou Büchicher), situé au début de la rue, qui par déformation donna le nom de Brocherie.

## Historique

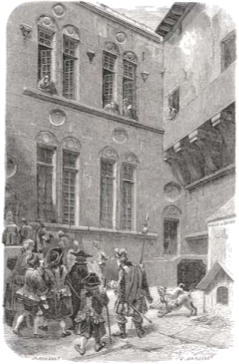
Cour de l'hôtel Pierre Bucher en 1864

Cette rue formait à l'origine, avec la rue du Palais, l'ancienne Via Media. Elle était ainsi dénommée comme l'atteste un acte officiel datant de 1278, concernant la vente d'un four public. C'est d'ailleurs dans cette rue qu'existait au XIIIe siècle, le seul four de la rive gauche de l'Isère. Situé du côté droit  de la rue, il appartenait conjointement au dauphin de Viennois et à l'évêque de la ville. Une boulangerie se trouvait encore à cet emplacement au milieu du XIXe siècle.
En 1525, elle devient la rue Moyenne-de-Brocherie, en raison de sa situation au centre de la ville. L'inventeur et mécanicien français Jacques Vaucanson est né le 24 février 1709 dans une maison située au numéro 3 de cette rue.
En 1794, durant la Convention nationale, la rue Brocherie devient la rue Marat, mais elle retrouve rapidement son nom d'origine.

## Bâtiments remarquables et lieux de mémoire

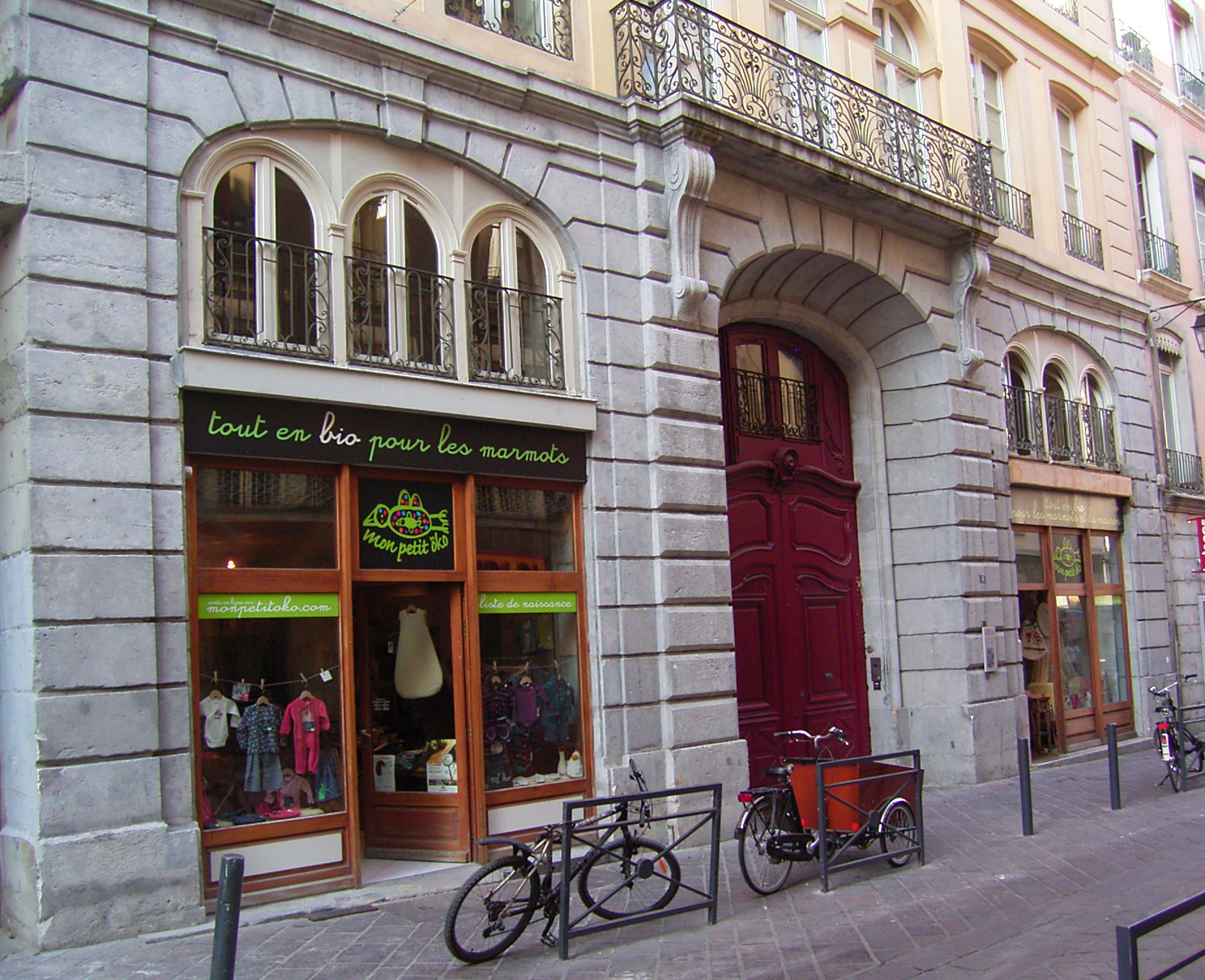
Façade de l'hôtel de Croÿ-Chasnel

Les numéros indiqués, ci-dessous, correspondent au numérotage de la rue en août 2021 et peuvent avoir été différents selon les différentes périodes historiques :
- No 3 : Maison natale de Jacques Vaucanson (1709 - 1782), lequel déménagea avec sa famille pour le No 8 de la rue Chenoise, rue parallèle à la rue Brocherie.
- No 4 et No 6 : L'ensemble immobilier des hôtels Croÿ Chanel et Pierre Bücher est constitué de deux anciens hôtels particuliers autour d'une cour intérieure situé respectivement rue Brocherie et impasse Brocherie[6],.

Pierre Bucher dessina les plans du premier édifice et il sculpta lui-même certains éléments. Bâtiment représentatif de l'architecture Renaissance, construit entre 1565 et 1570 sur les vestiges de l'enceinte gallo-romaine.
Sous Louis XIII, un hôtel particulier vint fermer la cour de l'hôtel Pierre Bucher. L'hôtel de Croÿ-Chanel construit autour de 1760 par François Gallien de Chabon, conseiller au Parlement offre une façade représentative de l'architecture classique du XVIIIe siècle prendra ensuite le nom des « Croÿ-Chasnel » d'après le nom de la famille de financiers qui l'occupèrent. Cet hôtel a été inscrit au titre des monuments historiques, par arrêté du 9 juillet 1927 pour la façade, l'allée et l'escalier, puis dans sa totalité par arrêté du 23 juin 1987.
L'ensemble des édifices a été restauré au début des années 2000 avec le concours de la ville de Grenoble. Il s'agit d'une propriété privée.